# Кранч (ігроіндустрія)
У відеоігровій індустрії кранч (англ. crunch) є обов'язковим понаднормовим часом в період розробки гри. Нині кранчі стали досить поширеним явищем в індустрії і досягають до 65—80 годин протягом робочого тижня тривалі періоди часу, оплата за які не перевищує зазначену у контракті робітника за нормальний робочий час. Кранчі часто використовують як спосіб скоротити витрати на розробку та пришвидшити виконання трудомістких завдань. Подібна політика компаній призводить як до негативного впливу на здоров’я розробників ігор і зниження якості їх роботи, так і тимчасового або перманентного відвороту людей з індустрії. Противники даних практик зауважують, що кранч-культура встигла нормалізуватися в ігроіндустрії, що призвело до шкідливих наслідків для всіх учасників. Відсутність профспілок у індустрії розробників відеоігор часто вважається основною причиною кризи, і такі організації, як Game Workers Unite, націлені на боротьбу з цією кризою, змушуючи студії поважати трудові права розробників.

## Основні характеристики

### Різниця між поняттями«кранч»і«кранч-культура»
Кранч — це кризовий момент, коли команда впевнена, що не може досягти основних віх, необхідних для випуску проєкту за розкладом. Складність робочого процесу, залежність від результатів роботи третіх сторін і художні та естетичні вимоги під час розробки відеоігор створюють труднощі з прогнозуванням етапів. Впровадження кранчу також розглядається як експлуатація молодшої робочої сили у ігроіндустрії, де домінують чоловіки, які ще не встигли створити сім’ю та націлені на просування в галузі, за рахунок збільшення робочих годин. У деяких випадках початок кранчу може ініціювати сама команда розробників чи окремі її працівники, задля покращення якості вихідного продукту чи досягнення додаткових віх розробки, що впливає на їх колег, змушуючи їх брати додаткові робочі години, або уникати відпусток, щоб не виглядати відлинюючими в очах керівництва.
Оскільки кранчі, як правило, походять як від поєднання корпоративних практик, так і впливу колег, термін «кранч-культура» часто використовується для обговорення параметрів розробки на старті роботи над проєктом, де кранчі можуть приймати форму норми, а не винятку. Таке явище випливає з політики компаній акцентованій на твердженні, що якісне та швидке виконання поставлених задач важливіше, ніж баланс між роботою та приватним життям чи особисте благополуччя робітника. Більшість проблем, пов’язаних із кранчами, є результатом розповсюдженої кранч-культури, яка широко поширена в галузі. У деяких випадках кранч-культура настільки вкорінена в компанії, що керівництво охоче виставляє перед своєю цільовою аудиторією 100-годинний робочий тиждень команд-розробників як ознаку важкої роботи та доказ того, що компанія робить усе можливе, щоб випустити гру вчасно.

### Навантаження та відшкодування
Опитування розробників ігор у 2000-х показали, що середня тривалість робочого тижня становила принаймні 46 годин для понад 60% респондентів; під час кранчу, повідомлялосяся про робочий тиждень від 60 до 80 годин, а в деяких випадках 100 годин і більше. Ця тенденція зберігається і сьогодні, коли розробники все ще працюють по 12—14 годин протягом семи днів на тиждень під час кранчу. Деякі з наймасштабніших ігрових тайтлів, такі як Fortnite і Red Dead Redemption 2, є продуктами 70—100 годинного робочого тижня. Такий термін, як «жертва стресу», був введений Bioware під час розробки їх провальної Anthem. «Жертва стресу» — це коли працівник зникає або стає недієздатним на кілька місяців поспіль у результаті стресу, якому його/її піддали під час кранчу. У випадку Telltale Games один співробітник розповідає, що працював до 3 години ночі напередодні того, як його і ще понад 200 інших співробітників звільнили. Інтенсивне робоче навантаження частково пояснюється переходом ігор до моделі мікротранзакцій. У цій моделі основна гра безкоштовна, але доповнення та додатковий контент, наприклад скіни та інша ігрова косметика, є основним джерелом прибутку. Така модель заснована на постійних оновленнях та створенні якомога більшої кількості контенту, що призводить до перманентного кранчу команди.
Згідно з опитуванням Міжнародної асоціації розробників відеоігор у 2019 році, 40% розробників принаймні один раз за рік стикаються з необхідністю кранчу. Лише 8% повідомили, що отримують додаткову оплату за ці робочі години. На федеральному рівні закону США, де відеоігрова індустрія є найбільш розвиненою, ІТ-професіонали, які отримують зарплату вищу за мінімальну, звільнені від закону про понаднормову оплату. Це дозволяє компаніям не платити розробникам за додаткові години в офісі. Встановлена річна зарплата варіюється від штату до штату. Під час створення ігор між студіями розробників і видавцями укладаються жорсткі контракти, які встановлюють бюджет і терміни виконання проєкту. Звільнення від законів про понаднормову роботу дозволяє студіям безкінечно розтягувати робочі години розробників, без перевищення бюджету.
Ігрові студії також долучають до роботи над своїми проєктами контрактників, робота яких коштує значно дешевше постійних працівників. Коли це відбувається, оплата та обсяг роботи встановлюються під час підписання контракту, тобто студії також не оплачують понаднормову працю контрактників. Співробітники, які працюють за контрактом, готові на такі умови в надії отримати пропозицію про роботу на повний робочий день або бонус після вдалого завершення проєкту, але ні те, ні інше не гарантовано, і є значний шанс, що контрактник залишиться ні з чим після строку закінчення його/її контракту.
Після того, як проєкт випущений, і потреба в кранчі відпадає, деякі компанії дозволяють своїм працівникам взяти оплачувану відпустку як компенсацію за понаднормові години або пропонують підвищення зарплати та бонуси за успішне виконання роботи.

### Сприйняття спільнотою
Згідно з дослідженням, проведеним компанією Take This у 2019 році, 53% розробників ігор кажуть, що кранчі є обов’язковою частиною їх роботи. Кранч-культура нормалізувала саме явище кранчів до такої міри, що Ден Гаузер, співзасновник Rockstar Games, з гордістю заявив, що співробітники працювали по 100 годин на тиждень, щоб закінчити Red Dead Redemption 2. Заява була зустрінута громадськістю жорсткою критикою за важкі умови праці у компанії.
Сама ігрова спільнота також може заохочувати кранч, іноді ненавмисно, через гайп, який виникає з анонсом нової гри чи продовження. Олексій Ізотов стверджує, що деякі розробники ігор заохочують цю гайп-культуру, даючи спільноті обіцянки, які вони фізично не в силах виконати, також інколи має місце погана комунікація зі своєю ігровою аудиторією в цілому. Чим вищі очікування ставляться до гри, тим важче розробникам задовольнити їх у встановлені терміни, і тим важче вони змушують себе працювати. Ці ситуації можуть бути доведені до крайнощів, до прикладу деякі фанати надсилали розробникам Cyberpunk 2077 погрози вбивства після того як CD Project RED перенесли дату випуску. Дженіфер Геплер, сценарист франшизи Dragon Age, отримувала листи з погрозами вбивства не лише свого, а й її родини та дітей, після одного зі своїх інтерв'ю щодо ігрового процесу та геймдизайну.
Що стосується самих розробників, багато хто вдається до кранчів, навіть у сценаріях, де це не є примусовим чи необхідним. Це може випливати з багатьох речей. Перфекціонізм або бажання завершити вже розпочате, є великим рушієм для самонав’язаного кранчу. Дух товариства також може спонукати розробників працювати додатково, оскільки вони помічають, що колеги також затримуються допізна. Кранч-культура також відіграє важливу роль, оскільки деякі розробники наводять приклади минулих успіхів, досягнутих за допомогою кранчів, і намагаються відтворити це у своїх наступних проєктах.
Керівництво, яке заохочує кранч-культуру, називає це «необхідним злом». У статті New York Times за 2017 рік згадується, як співзасновник і генеральний директор CD Projeckt RED Марчін Івінські описує розробку відеоігор як «хардкорну роботу» і пояснює, як важко дотримуватись термінів через час, потрібний на виконання навіть базових завдань.

## Історія
Кранчі тривалий час використовувалися в ігроідустрії принаймні з 1980-х років, хоча це рідко обговорювалося публічно. Походження кранч-культури випливає з часів, коли цифрова дистриб'юція ще не існувала як явище, а «зробити гру» крім самого процесу розробки означало ще й зроблені і розповсюджені по світових торгових точках фізичні копії дисків. Видавці повинні були підготувати фізичні ігрові диски до новорічних свят, тому робота над грою повинна була бути закінчена до серпня. Історично розробникам відеоігор платили більше середньої зарплати, і через замкнутий характер галузі, де репутація має вирішальне значення, небагато розробників залишили б галузь через кранчі. Ці фактори зробили прийняття більшої тривалості робочого дня нормою для деяких великих студій.

### 1970-ті—2003: Ранні роки
У 1980-х Atari, бажаючи якнайшвидше випустити порт Pac-Man для Atari 2600, змусили програміста Тода Фрая працювати 80 годин на тиждень протягом 6 місяців до дати випуску в березні 1982 року. У 1996 році іншому програмісту, Ребеці Гейнман, дали 10 тижнів на портування Doom для консолі 3DO для Art Data Interactive. За словами Гейнман, такий короткий проміжок часу пояснюється тим, що компанія значно недооцінила обсяг роботи, необхідний для створення функціональної гри. В обох випадках кінцеві продукти були жорстко розкритиковані, значною мірою через проблеми, пов’язані з їх поспішною розробкою.

### 2004—2010: Electronic Arts і Rockstar Games
Два судові позови було порушено проти Electronic Arts, де працівники відмовлялися від праці на компанію без оплати понаднормових годин. Перший позов надійшов від художників команди The Sims 2, які стверджували, що їх змушували працювати понаднормово без оплати. Другий позов в 2004 році оформили після анонімної публікації в соцмережах, як пізніше стало відомо Ерін Гоффман, яка в деталях описала робочий процес, її чоловіка у EA, і те, як кранчі на ранніх стадіях розробки, висувалися керівництвом як довгострокова вимога протягом усього циклу розробки для співробітників. Невдовзі Міжнародна асоціація розробників ігор (IGDA) провела опитування, яке показало, що всього менше 3% респондентів ніколи не працювали понаднормово, а з тих, хто працював, майже половина не отримувала за це оплати. Зрештою EA врегулювали обидва позови, погодившись повернути 15 мільйонів доларів співробітникам до 2006 року з майбутнім переводом деяких своїх розробників на погодинну оплату, але з ліквідацією їх робочих бонусів і премій. Однак розголос навколо цих ситуацій призвів до гарячої дискусії в ігроіндустрії щодо кранч-культури.
Кранч-культура в індустрії стала більш помітною в січні 2010 року, коли колектив «Rockstar Spouses», чоловіки і дружини розробників із Rockstar San Diego, опублікували відкритий лист, в якому критикували керівництво студії за погіршення умов праці для їх других половинок після березня 2009 року, зокрема постійні тривалі кранчі. Після цього кілька колишніх співробітників Rockstar Games опублікували подібні скарги про свій час, проведений у студії. IGDA визнали умови праці Rockstar експлуататорськими та шкідливими.
За словами Вірджинії МакАртур, керівника Endless Studios, у міру переходу ігор у цифровий формат протягом 2000-х років (що дозволило студіям скоротити час виробництва фізичних копій і зосередити більше часу на тестуванні), був короткий період зниження кранч-культури. Однак, коли на ринок вийшли free-to-play ігри, у норму увійшов поспішний процес розробки з обмеженими часовими рамками, який вимагає інтенсивних кранчів, щоб випередити конкурентів на ринку.

### 2011—2019: Посилення контролю
З початку 2010-х років деякі компанії в галузі вжили заходів для усунення кранчів, однак деякі репортери також відзначили, що загалом за десятиліття після перших позовів на Electronic Arts було досягнуто незначного прогресу. Опитування IGDA 2014 року показало, що хоча середня кількість відпрацьованих годин зменшилася з 2004 року, 81% респондентів вказали, що вони проходили через фазу кранча протягом останніх 2 років, а близько 50% сказали, що вважають, що це очікувана від них «частина роботи». У 2004 році 35% сказали, що вони працювали  65—80 годин на тиждень, у 2014 році 35% сказали, що працювали 50—65 годин. Опитування розробників у 2019 році, проведене Game Developers Conference, показало, що майже половина все ще працює в середньому понад 40 годин на тиждень, хоча лише 12% сказали, що вони працювали в середньому 50 годин на тиждень, майже 75% заявили, що принаймні один раз вони працювали більше 40 годин на тиждень.
Посилення розголосу про кранч-культуру привернули увагу громадськості до того, що кранчі залишаються загальноприйнятою практикою в ігровій індустрії. Сім'ї розробників Rockstar для Red Dead Redemption 2 у жовтні 2018 року висловили занепокоєння, схоже на попередній кейс «Rockstar Spouses». Анонімні співробітники Epic Games, у своїй розмові з виданням Polygon, говорили про 70—100 годинні кранчі під час розробки Fortnite Battle Royale, яка привернула мільйонну базу гравців. Незважаючи на те, що ці працівники отримували понаднормову оплату, залишалися проблеми зі здоров’ям і неможливість взяти відпустку.

### 2020—теперішній час: пандемія COVID-19
Пандемія COVID-19 призвела до різноманітних перебоїв у розробці ігор у всій галузі, але в більшості випадків показує, що компанії-розробники все ще можуть створювати ігри, поки співробітники працюють віддалено, що піднімає питання про потребу в кранчах взагалі. У жовтні 2021 року Eidos-Montréal і Eidos-Sherbrooke були одними з перших великих студій, які оголосили про перехід на чотириденний робочий тиждень, щоб покращити якість життя своїх розробників.

## Ефекти

### Для робітників
Кранчі призводять до емоційного вигорання, що несе лише негативні наслідки як для всієї команди, так і для окремої людини. Вигорання виникає, коли хтось втомлюється або втрачає пристрасть і бажання працювати. Це призводить до втрати продуктивності та в деяких випадках до депресії, тривоги та панічних атак. Згідно з дослідженням проведеним Open Sourcing Mental Illness у 2016 році, у 51% IT професіоналів діагностували психічні захворювання. Це включає афективні розлади, тривожний невроз, СПАУ, ПТСР та ОКР чи навіть їх комбінацію. З цих 51%, 80% вважають, що їхня психічна хвороба впливає на їх роботу. У інших випадках люди повідомляють, що кранчі спричиняли втрату пам’яті або розвиток виразкової хвороби.

### Для відеоігор
Кілька популярних ігор, розроблених в умовах кранчів, зокрема Fortnite, Fallout 4 і Uncharted 4: A Thief's End, мали надзвичайний комерційний успіх і серйозне визнання критиків. Однак є також багато ігор, які уникали кранчів протягом усього процесу розробки, в результаті ставши фінансово успішними — Animal Crossing: New Horizons, Apex Legends, Don't Starve і Hades.
Дослідження The Game Outcomes Project показало, що обов’язковий кранч призводить до менш успішних ігор, використовуючи дані Metacritic як показник успіху. Група виявила, що культурні фактори, такі як цілеспрямованість, згуртованість команди та чіткий план розробки, важливіші, ніж чисті години роботи, для визначення того, наскільки якісною є гра. Це підводить до висновку, що фактично кранч може зробити ігри гіршими, а не кращими, і стане причиною зменшення творчої віддачі.
Численні технічні проблеми на релізі Fallout: New Vegas, виникли в результаті короткого графіка виробництва, який нав’язав команді Obsidian їх видавець Bethesda, і призвели до сумнозвісного тривалого кранчу команди розробників, а технічні помилки та низька продуктивність на старті продажів проєкту коштували розробнику Obsidian Entertainment бонусу у розмірі 1 мільйона доларів, який за їх контрактом видавець повинен був би виплатити при досягненні проєктом середньої оцінки у 85 балів на Metacritic, нажаль фінальний рейтинг гри склав 84 бали.
Нікчемно малий період розробки Dragon Age II, який видавець Electronic Arts виділив для Bioware, поставив команду у майже перманентний кранч, який більшість із учасників проєкту і понині згадує як страшний сон. Фінального результату не довелось довго чекати, і проєкт отримав широку негативну реакцію від гравців.
Під час розробки Overkill's The Walking Dead було відмічено, що кранчі в Starbreeze Studios і Overkill Software негативно вплинули на гру, що призвело до жорсткої критики проєкту за свою якість, залишивши обидві студії у фінансовій кризі.